# Eremodraba
Eremodraba là chi thực vật có hoa trong họ Cải.